# Abadia de Remiremont
```
   |-
       | 
Erro:
:  
valor não especificado para "
continente
"
```

A Abadia de Remiremont foi uma abadia que foi fundada como uma casa de freiras perto de Remiremont, Vosges, França. Mais tarde, tornou-se uma comunidade de cônegass seculares.

## História
Foi fundada por volta de 620 por Romaric (580–653), um senhor da corte de Clotário II, Rei dos Francos, que, tendo sido convertido por Ame (570–625), um monge de Luxeuil, tomou o hábito. Juntos, eles estabeleceram um mosteiro duplo em Saint-Mont (Monte Haberd), com vista para o vale do Mosela. Eles seguiram a Regra de São Columbano e praticaram o Laus perennis, o canto contínuo do Ofício por coros alternados. Entre os abades estavam Ame, Romaric e Adelphus (m. 670). Entre as abadessas estavam Mactefelda (m. c. 622), Claire (m. c. 652) e Gébétrude (m. c. 673). Por volta de 640, o bispo Arnulfo de Métis, progenitor da dinastia Arnúlfida e Carolíngia, morreu perto de Habendum e foi enterrado no mosteiro até que seus restos mortais foram posteriormente transladados para a Catedral de Metz.

### Beneditinos
O mosteiro masculino desapareceu talvez durante o século IX. Por volta de 818, as freiras adotaram a Regra de São Bento, mais flexível, e se estabeleceram no vale do Mosela. Elas mantiveram o nome do fundador, Romarici Mons (monte de Romaric), que mais tarde se tornou "Remiremont". Logo, uma cidade mercantil cresceu ao redor do mosteiro.

### Cônegas
Gradualmente, as mulheres de Remiremont pararam de seguir a regra beneditina e se tornaram cônegas seculares, que não faziam votos perpétuos e eram livres para renunciar ao seu prebendário e se casar. Remiremont era muito exclusiva. As cônegas eram admitidas entre aquelas que podiam dar prova de 200 anos de descendência nobre. Enriquecidas pelos duques de Lorena, os reis da França e os imperadores do Sacro Império Romano-Germânico, as cônegas de Remiremont alcançaram grande poder. As cônegas viviam independentemente dentro da abadia com seu próprio círculo de amigos e servos. Como prebendas, cada uma recebia uma parte da renda considerável da abadia para dispor como quisesse e podia sair para visitar a família, às vezes por meses a fio.
A igreja da abadia consagrada pelo Papa Leão IX em 1051, ocasião em que ele concedeu a Remiremont isenção da supervisão episcopal, reportando-se ao Papa. Em sinal disso, a cada três anos a abadessa enviava a Roma um cavalo branco coberto com um pano roxo.
Com a sua ascensão, os duques de Lorena tornaram-se de facto suseranos da abadia e tiveram de ir a Remiremont para jurar continuar a sua protecção. A Guerra dos Escudos (francês: panonceaux) em 1566 entre o duque e a abadessa terminou a favor do duque, e a abadessa nunca recuperou a sua antiga posição. A fim de demonstrar a sua proximidade imperial e a sua independência dos duques de Lorena, as cónegos da abadia montaram escudos em redor da cidade exibindo a águia imperial. Carlos III, duque de Lorena, aproveitou a ausência do imperador Maximiliano II, que estava em campanha na Hungria, para remover os escudos à força e estabelecer a sua soberania de facto.
No século XVII, as cônegas de Remiremont assumiram o título de condessas. Na igreja, elas usavam longos mantos brancos enfeitados com arminho. Elas eram obrigadas a viver na abadia três meses no ano em casas gentias construídas em um grande recinto ao redor da igreja. Muitas mantinham carruagens e davam bailes, concertos e outros entretenimentos.
A última abadessa, sob o Antigo Regime de 1786 até 1790, foi Luísa Adelaide de Bourbon, filha de Luís José, Príncipe de Condé. Ela era prioresa do Mosteiro do Templo quando da sua morte em 1824.